# Stichting Nederlandse Publieke Omroep
De Stichting Nederlandse Publieke Omroep (NPO) is, zoals gedefinieerd in artikel 2.2 van de Mediawet 2008, aangewezen als het sturings- en samenwerkingsorgaan van het Nederlandse publieke omroepbestel. De NPO is ook licentiehouder van de radiofrequenties en publieke landelijke DVB-T- en DAB-frequenties. Ook beheert de NPO gezamenlijke platforms als NPO Start.
De NPO is een zelfstandig bestuursorgaan. De Kaderwet zbo's is echter niet van toepassing, omdat de zbo-taak een neventaak is.

## Bestuur
De raad van bestuur legt verantwoording af aan en wordt benoemd door de raad van toezicht. Benoemingen behoefden tot 2017 de instemming van de minister van OCW. Voorheen werd de raad van toezicht gevormd door bestuursleden van de omroepverenigingen; deze zijn in 2004 vervangen door onafhankelijke, bij koninklijk besluit benoemde leden. Per 1 januari 2013 bestaat de raad van bestuur uit een voorzitter en ten hoogste twee andere leden. 
Formeel hebben de raad van bestuur, noch de omroepverenigingen, algehele zeggenschap over de algehele Nederlandse landelijke publieke omroep. De omroeppolitiek kenmerkt zich daarom nog steeds door een laveren tussen het streven naar één omroeporganisatie naar buitenlands voorbeeld, zoals de VRT, de RTBF of de BBC, en het voldoen aan de verlangens van de afzonderlijke omroepverenigingen.
De leden van de raad van bestuur van de NPO vormden tot 2011 tevens de raad van toezicht van de NOS.
De voorzitter van de raad van bestuur van de NPO is sinds januari 2022 Frederieke Leeflang. Zij volgde Shula Rijxman op die medio 2016 Henk Hagoort was opgevolgd. Voormalig staatssecretaris Martijn van Dam was sinds september 2017 het tweede lid van de Raad van Bestuur van de NPO met als aandachtgebied technologie en innovatie. Sinds augustus 2019 is Paul Doop het derde bestuurslid, met het aandachtgebied financiën en bedrijfsvoering. Van Dam is in november 2022 overgestapt naar de Stichting Nederlandse Datakluis. Sindsdien bestaat de raad van bestuur uit twee personen. In 2024 werd Lucien Brouwer aangesteld als opvolger van Paul Doop, die met pensioen gaat.

## Tv-zenders
- NPO 1
- NPO 2
- NPO 3/NPO Zapp/NPO Zappelin
- NPO 1 Extra
- NPO 2 Extra
- NPO Politiek en Nieuws
- BVN

## Radiozenders
- NPO Radio 1
- NPO Radio 2
- NPO 3FM
- NPO Klassiek
- NPO Radio 5
- NPO FunX
- NPO Blend
- NPO Sterren NL
- NPO Soul & Jazz
- NPO Campus Radio

## Online
- NPO Doc
- NPO Luister
- NPO Start
- NPO Plus
- NPO Talent

## Taakverdeling NPO en omroepen
De taken en verantwoordelijkheden tussen NPO en omroepen zijn afgebakend en in de Mediawet omschreven. Kernpunt is dat de omroepen de programma’s maken en verantwoordelijk zijn voor de inhoud daarvan. NPO coördineert de programmering van alle netten, zenders en platforms. Ook de verdeling van het programmabudget dat de publieke omroep van de overheid krijgt, vindt via de NPO-koepel plaats. Daarnaast  zorgt NPO voor de (technische) distributie en uitzending van al het aanbod, zodat iedereen het overal en op elk gewenst moment kan bekijken of beluisteren. Een andere taak van de NPO-organisatie is het zorgen voor heldere regels voor alle omroepen en contentproducenten. Zo besloot de NPO naar aanleiding van berichtgeving over sociale onveiligheid bij de publieke omroep in 2022 samen met alle omroepen een actieplan op te stellen om ervoor te zorgen dat er te allen tijde sprake is van een veilige werkomgeving voor alle medewerkers van de publieke omroep. 
Naast deze kerntaken verzorgt NPO een aantal overkoepelende activiteiten, zoals:
- toegankelijkheid voor doven/slechthorenden en blinden/slechtzienden (o.a. ondertiteling)
- gezamenlijke platforms als NPO Start en NPO Luister
- beheer van rechtencontracten
- aankoop van buitenlandse programma's
- verkoop van eigen Nederlandse formats
- publieksonderzoek
- marketing voor alle kanalen van NPO

## Grensoverschrijdend gedrag bij de NPO
In 2024 werd een onderzoek uitgevoerd naar de werkcultuur en grensoverschrijdend gedrag bij de NPO, de Nederlandse Publieke Omroep. Uit een rapport van de Onderzoekscommissie Gedrag en Cultuur Omroepen bleek dat grensoverschrijdend gedrag veel voorkwam was en onvoldoende professioneel werd aangepakt.

## Logo's

2000–2007
2007–2013
2013–heden